# Женская солидарность
Женская солидарность — это марокканская неправительственная ассоциация.
Организация создана в 1985 году Айшей Эч-Ченной и группой матерей-одиночек.

## История
В 1985 году в Касабланке, Марокко, была создана организация «Женская солидарность». В 1988 году первый центр ассоциации открыл свои двери в Тизи-Уасли. В 1996 году была опубликована книга Miséria, в которой рассказывается история ассоциации и приводятся свидетельства женщин. Организация является членом Oyoune Nissaiya, Марокканской обсерватории по вопросам насилия в отношении женщин. В 2015 году было подписано соглашение о партнерстве между Фондом «La Fondation SMarT» и организацией для облегчения доступа матерей-одиночек к профессиональной деятельности.

## Концепция
«Женская солидарность» преследует цель предотвращения отказа матерей-одиночек от своих детей путем экономической и социальной реабилитации женщин в трудных обстоятельствах. Ассоциация поддерживает «Центр поддержки матерей, попавших в беду» (фр. Centre de Soutien aux Mères en Détresse, CSMD), общежития в учебных площадках, образовательные программы по предпринимательству (ресторанное дело, кондитерское дело, служба общественного питания, швейное дело, хаммам, управление столовой, работа в торговом киоске). Деятельность организации поддерживается за счет доходов от собственного бизнеса и внешних пожертвований.

## Признание
За деятельность организации Эч-Ченна получила почётную медаль от короля Мухаммеда VI в 2000 году, премию prix Elisabeth Norgali в 2005 году, премию l'Opus prize, а также премию prix Dona d'el Ano в 2009 году, орден Почётного легиона в 2013 году и французскую премию droits de l'Homme de la République Francaise.

## Внешние ссылки
solfem.wordpress.com/home/ — официальный сайт Женская солидарность